# Roberto Nencini
Roberto Nencini (Grosseto, 19 febbraio 1962) è un basso-baritono italiano.

## Biografia
È vincitore di otto concorsi lirici internazionali ed è stato insignito più volte di riconoscimenti artistici.
Dopo gli ordinari studi universitari in lettere e lingue straniere, si è formato negli studi musicali con Marisa Costantini (soprano in Roma) e Gino Bechi (baritono in Firenze).
Ha vinto la borsa di studio dell'Accademia Chigiana di Siena per perfezionarsi con Daniel Ferro della Juliard School di New York.
Il suo repertorio spazia dalla polifonia alle opere di Mozart, Rossini, Bellini, Donizetti, Verdi, Puccini, Bizet, Berlioz ed altri, sino ai contemporanei come Brecht e Kurt Weill.
La sua carriera, iniziata al Teatro dell'Opera di Roma, lo ha portato a cantare nei teatri di tutto il mondo: dall'Europa agli Usa al Sudamerica, affiancato da grandi interpreti della lirica e diretto da Maestri quali Georges Prêtre, Zubin Mehta, Riccardo Muti.
Formatosi come attore e mimo sotto la guida di noti maestri, ha svolto anche attività teatrali e cinematografiche diretto da Luigi Comencini, Franco Zeffirelli, Francesco Laudadio, Steno) nonché spot pubblicitari.
Nel Musical dei Pooh Pinocchio riveste il ruolo di Mangiafuoco a Milano e a Roma. Ha cantato Turandot di Puccini al Teatro dell'Opera di Roma e Thaïs di Massenet.
Ha rappresentato l'Italia in Argentina presso l'Ambasciata Italiana e nei Teatri di Córdoba e Buenos Aires, in occasione della Festa della Repubblica Italiana 2005.
Partecipa nel 2003 allo spot dedito all'MTV day per l'omonima rete televisiva nel ruolo di "Head".
Attualmente, si dedica anche alla composizione di musiche e testi di canzoni melodiche.

## Discografia
- 1997 - Mozart - Requiem
- 1999 - Ruy Blas
- 2003 - Pinocchio - Il grande musical

## Repertorio

### Opera
- Wolfgang Amadeus Mozart
  - Don Giovanni
  - Le nozze di Figaro
- Gioachino Rossini
  - Il signor Bruschino
  - La Cenerentola
  - L'italiana in Algeri
  - Il barbiere di Siviglia
- Vincenzo Bellini
  - La sonnambula
  - Norma
- Gaetano Donizetti
  - L'elisir d'amore
  - Don Pasquale
  - Rita
- Georges Bizet
  - Carmen
- Ludwig van Beethoven
  - Fidelio
- Jacques Offenbach
  - Les contes d'Hoffmann
- Antônio Carlos Gomes
  - Il Guarany
- Giuseppe Verdi
  - Falstaff
  - Il trovatore
  - Rigoletto
  - Don Carlos
  - I vespri siciliani
  - Ernani
  - Aida
  - Otello
- Giacomo Puccini
  - Tosca
  - Turandot
  - La bohème
  - Madama Butterfly
  - La fanciulla del West
- Giovanni Battista Pergolesi
  - La serva padrona
- Kurt Weill
  - Ascesa e caduta della città di Mahagonny

### Musica Sacra
- W. A. Mozart
  - Messa di Requiem
- Gioachino Rossini
  - Stabat Mater
- Giuseppe Verdi
  - Messa di Requiem
- Alessandro Scarlatti
  - Messa per soli e orchestra
- Hector Berlioz
  - L'enfance du Christ